# Nematodirus filicollis
Nematodirus filicollis är en rundmaskart som först beskrevs av Rudolphi 1802. Enligt Catalogue of Life ingår Nematodirus filicollis i släktet Nematodirus och familjen Molineidae, men enligt Dyntaxa är tillhörigheten istället släktet Nematodirus och familjen Trichostrongylidae. Arten är reproducerande i Sverige. Inga underarter finns listade i Catalogue of Life.